# Чобалакчія
Чобалакчі́я (рум. Ciobalaccia) — село в Кантемірському районі Молдови. Адміністративний центр однойменної комуни, до складу якої також входять села Флокоаса, Вікторовка.
Поблизу села розташований курган Пер.

## Населення
За даними перепису населення 2004 року у селі проживали 1008 осіб.
Національний склад населення села:
| Національність | Кількість осіб |
| -------------- | -------------- |
| молдавани      | 947            |
| болгари        | 35             |
| росіяни        | 10             |
| румуни         | 7              |
| українці       | 4              |
| цигани         | 1              |
| інші           | 4              |
| Всього         | 1008           |